# Claus Gigl
Claus Gigl (* 29. März 1960 in München) ist ein Deutsch- und Geschichtslehrer, Didaktiker sowie Autor von  Schulbüchern, Unterrichtsmaterialien und Lernhilfen.

## Leben
Gigl war Lehrer für Deutsch und Geschichte am Gymnasium Kirchheim bei München (1990–2003) und am Hans-Leinberger-Gymnasium in Landshut. Seit 2006 ist er Schulleiter des Burkhart-Gymnasiums in Mallersdorf-Pfaffenberg. Seit den 90er Jahren hat er, zumeist im Stuttgarter Klett-Verlag, zahlreiche Texte zur Didaktik der Fächer Deutsch und Geschichte publiziert.
Gigl ist verheiratet und hat drei Kinder.

## Veröffentlichungen (Auswahl)
- D Eins. Lehrwerk Deutsch. Band 5–10. Braunschweig 2017 ff.
- Lektürehilfe: Max Frisch, Biedermann und die Brandstifter. Stuttgart 2015
- Lektürehilfe: Erich Maria Remarque, Im Westen nichts Neues. Stuttgart 2014
- EinFach Deutsch: Gerhart Hauptmann, Die Ratten, Braunschweig u. a. 2012.
- EinFach Deutsch: Max Frisch, Homo faber, Braunschweig u. a. 2011.
- AbiturWissen Deutsche Literaturgeschichte. Freising 2009.
- Training intensiv: Textanalyse und Interpretation Deutsch Oberstufe. Stuttgart 2009.
- Kompletttrainer Deutsch 5. Stuttgart 2009.
- Abiturwissen Deutsch: Erörterung. Stuttgart 2005.
- Das 20. Jahrhundert (kurz gefasst: Geschichte). Stuttgart 2007.
- Von den Revolutionen bis zum Ersten Weltkrieg (kurz gefasst: Geschichte). Stuttgart 2007.
- Geschichte lernen mit Methode (kurz gefasst: Geschichte). Stuttgart 2006.
- Vom Reich der Franken bis zum Absolutismus (kurz gefasst: Geschichte). Stuttgart 2006.
- Von den ersten Menschen bis zum Römischen Reich (kurz gefasst: Geschichte). Stuttgart 2006.
- Bertolt Brecht, Der gute Mensch von Sezuan. Materialien, Arbeitsblätter, Unterrichtsverläufe. Leipzig/Stuttgart 2004. ISBN 978-3-12-929935-7  (CD-ROM)
- Der Nationalsozialismus. Stuttgart u. a. 2004.
- Projekt Lesen. Lesebuch für die Unter- und Mittelstufe am Gymnasium. Bayerischer Schulbuch Verlag (ab 2000). (Herausgeber)
- Griechische Antike. 21 Arbeitsblätter mit didaktisch-methodischen Kommentaren. Sekundarstufe I. Stuttgart u. a. 1998. ISBN 978-3-12-927886-4
- Georg Büchner, Woyzeck, 1997  ISBN 978-3-580-63319-6